# 乔帕娜莉

乔帕娜莉

乔帕娜莉（Khieu Ponnary；1920年2月3日—2003年7月1日）是波尔布特的第一任妻子，英蒂丽的姐姐和英萨利的妻姐。

## 生平
出生在马德望省，是家中长女。她的父亲是柬埔寨的一名法官，在第二次世界大战时抛弃了家庭，与一个柬埔寨公主私奔到马德望省。作为一个特权家庭的孩子，她在西索瓦高中学习，与乔蒂丽（后来的英蒂丽）、英萨利、沙洛特萨（后来的波尔布特）是校友。1940年毕业后，她成为第一个取得学士学位的柬埔寨女性。
1949年，她与妹妹蒂丽前往法国学习高棉语言学。1951年，她的妹妹乔蒂丽与英萨利结婚，跟随夫姓改名为英蒂丽。回到柬埔寨后，乔帕娜莉与波尔布特在1956年7月14日（巴士底日）结婚。两姐妹夫妇后来被江青称为“柬埔寨的四人帮”。帕娜莉回到西索瓦高中教书，而她的丈夫在一所私立学校教书。
帕娜莉于1960年代在柬埔寨共产党内活动扮演的角色不详。不过，她在1973年的时候担任磅同省党委书记；1976年，担任民主柬埔寨妇女协会主席。
至少到1975年，帕娜莉受到越来越严重的慢性精神分裂症所困扰。她变得非常偏执，确信越南人试图暗杀她和她的丈夫。1979年越南入侵之后，波尔布特与她离婚，并娶了第二任妻子。
1996年，帕娜莉与妹妹英蒂丽、妹夫英萨利获得柬埔寨政府的特赦。此后她受到妹妹和妹夫的照顾。英萨利声称：“她什么也不知道。甚至连我，她也不认识了。我非常怜悯她，但我不知道该如何帮助她，因为她患有难以治愈的疾病。”
2003年7月1日，她在拜林省逝世，享年83岁。